# Mars 2
Mars 2 (ros. Марс 2) – radziecka sonda kosmiczna wysłana na Marsa w ramach programu Mars, 9 dni przed bliźniaczą misją Mars 3. Lądownik sondy wbrew planom rozbił się na powierzchni Marsa, niemniej był pierwszą ziemską sondą, która osiągnęła powierzchnię planety. Misja orbitera przebiegała pomyślnie, ale warunki atmosferyczne na Marsie uniemożliwiły przesłanie bardziej wartościowych danych.

## Komponenty

### Orbiter
Orbiter Mars 2 miał za zadanie fotografować Marsa z orbity, prowadzić badania atmosfery Marsa oraz temperatury gruntu, a także obserwacje topograficzne, monitorowanie wiatru słonecznego, badanie międzyplanetarnego i marsjańskiego pola magnetycznego, a także służyć jako satelita komunikacyjny pomiędzy lądownikiem a kontrolą na Ziemi.
Sonda zgodnie z planem weszła 27 listopada 1971 na eliptyczną orbitę wokół Marsa o okresie 18 godzin, o inklinacji 48,9°. Podczas trwania misji, do 22 sierpnia 1972 roku okrążyła planetę 362 razy.
Podczas trwania misji (tj. od grudnia 1971 do maja 1972, choć transmisje trwały aż do sierpnia) orbitery Mars 2 i Mars 3 przesłały dużą ilość danych i łącznie 60 zdjęć, jednak ze względu na trwającą potężną burzę pyłową na Marsie, nie przekazały one obrazów powierzchni o oczekiwanej jakości.

### Lądownik
Lądownik Mars 2 był zamknięty w specjalnym module opadania, wyposażonym w spadochron oraz ładunki wsteczne. Sam lądownik miał kształt podobny do lądownika sondy Łuna 9. Był wyposażony w dwie kamery telewizyjne i spektrometr, oraz urządzenia do badania mechanicznych i chemicznych właściwości gruntu.
Wewnątrz lądownika znajdował się prosty łazik o nazwie PrOP-M (ros. Прибор оценки проходимости – Марс, „instrument oceny drożności – Mars”), który miał być wypuszczony za pomocą manipulatora i podjechać w pole widzenia kamer, z równoczesnym zatrzymywaniem się co 1,5 m na badania.
Podczas opadania w atmosferze Marsa miał otworzyć się spadochron lądownika, po czym przed przyziemieniem zostałyby uruchomione silniki hamujące. Spadochron jednak nie otworzył się i lądownik z dużą prędkością uderzył w powierzchnię planety, w pobliżu punktu o współrzędnych areograficznych ♂ 4°N 47°W/4,000000 -47,000000. Było to pierwsze ziemskie urządzenie, które osiągnęło powierzchnię Marsa.

## Zdjęcia

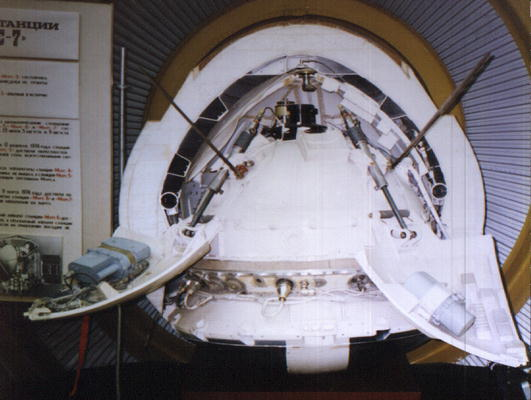
Model lądownika Mars 3, identycznego z lądownikiem Mars 2 w muzeum NPO Ławoczkin
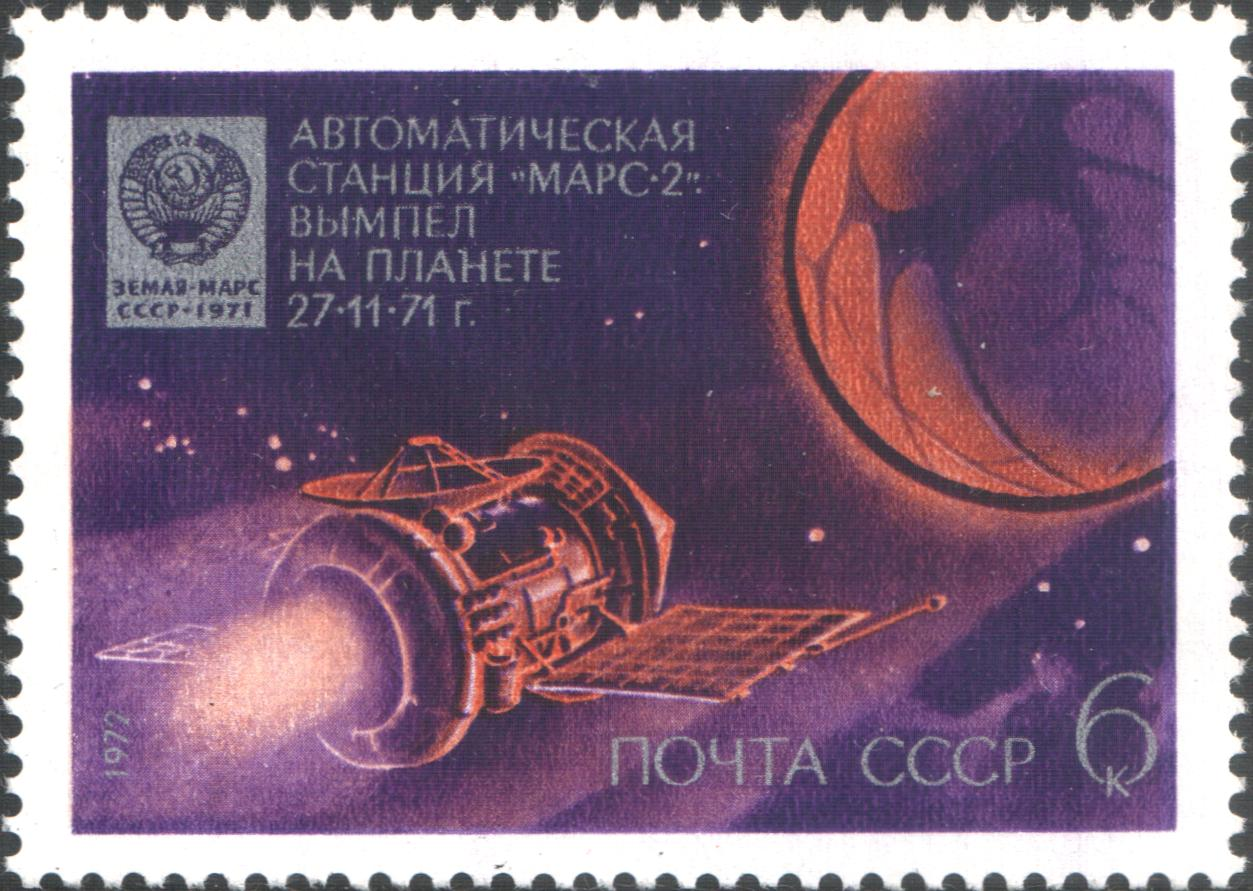
Znaczek pocztowy upamiętniający misję Mars 2